# アウェイク 〜引き裂かれた現実
『アウェイク 〜引き裂かれた現実』（原題： Awake ）は、アメリカ合衆国のテレビドラマ。2つの現実（または夢）の間を行き来する刑事の活躍を描くサスペンス・ドラマである。
NBC系列で、2012年3月1日から同5月24日まで放送された。1シーズン（全13話）限りで終了。平均視聴者数は、約507万人。
日本では、FOXチャンネルにて、6月11日より放送開始。

## 概要

### 製作陣
企画・原案および脚本はカイル・キレン。製作総指揮はハワード・ゴードン、カイル・キレンほか。
主演のジェイソン・アイザックスも製作に参加。アイザックスは当初、出演依頼を断るつもりでいたが、いったん脚本を読み出したら止まらなくなり、絶対参加しなければならないという気持ちになったという。「要するに、ストーリーの続きを知りたいから仕事を引き受けた」ということである。そして、プロデューサーとしてキャスティングやストーリー作りにも参加した。

### 基本設定と演出
ロサンゼルス市警察のマイケル・ブリテン刑事が、妻と息子とともに交通事故に遭って以来、2つの異なる’現実’（?）の間を行き来するようになる。片方の世界では妻が生きていて息子が死んでおり、もう片方の世界ではその逆になっているが、マイケル自身には、どちらが現実で、どちらが夢なのかが判別できない。この基本設定は、毎回のオープニング映像で繰り返される。
マイケルはそれぞれの世界での事件捜査にあたりながら、息子を亡くした妻、あるいは母を亡くした息子との未来を築こうとする。
マイケルは自分自身の混乱を最小限に抑えるため、片方の世界では赤いリストバンド、もう片方の世界では緑色のリストバンドを着けている。なお、製作スタッフも、それぞれの世界を区別できるよう、あらすじを赤と緑のインクで書き分けていた。また、視聴者にもわかりやすいよう、2つの世界では画面のトーンが「赤」「緑」に色分けされているが、これはパイロット版を監督したデヴィッド・スレイドが取り入れたスタイルである。
本記事では便宜上、2つの世界を「赤の世界」「緑の世界」とする。 

### 製作と放送
- パイロット版の撮影は2011年3月に行われた[10]。
- キャストが具体的な放送日程を知らされたのは、放送開始の約1ヶ月前である。
- 本作のCMは、ちょうどNBCの持ち回りだった『第46回スーパーボウル』（2012年2月5日開催）でも流された[10]。
- 撮影終了は2012年2月末[13]。
- 2012年3月1日、放送開始。

### 他国の視聴者に対するメッセージ
アメリカ以外の国での放送は、アメリカでの打ち切りが決まった後になるが、「すでに打ち切られている番組をこれから見始める価値があるのか？」と思うかもしれない視聴者に対し、原案・脚本・製作総指揮のカイル・キレンは、次のように語った。

## ストーリー
ある夜、マイケル・ブリテン刑事が妻と息子を後部座席に乗せて運転していたところ、車が道を踏み外して転落する。
目を覚ますと、妻ハンナは生きているが、息子レックスは事故で死んでしまったという’現実’に直面する（赤の世界）。しかし、もう一度眠ってから目覚めると、レックスは生きており、逆にハンナが死んでしまっていた（緑の世界）。
それ以来、片方の世界で眠りにつくと、もう片方で目が覚めるという日々が続く。
マイケルは両世界において、事故によるPTSDの懸念により、市警から定期的なカウンセリングを義務付けられる。それぞれの世界のカウンセラーは、もう1つの世界が夢だと決め付けて夢分析を行ったり、「新しい人生を歩むためには夢を夢として認識し、妻（息子）の死を受け入れることが重要」だと主張するが、なかなかマイケルを説得するに至らない。
マイケルにとっては両方とも現実に思えるし、積極的にどちらかを夢だと断定してしまう気持ちにもなれない。そうすれば、妻あるいは息子の死を受け入れなければならないからである。
もっとも、2つの世界は全く無関係ではないらしく、片方の世界の事件に関するヒントが、もう片方の世界で見つかるという現象が頻繁に起こる。ただ、捜査パートナーには真相を明かしていないため、その一見エキセントリックな捜査方法を怪訝な目で見られたり、信用してもらえないことも多い。
一方、私生活においても、妻ハンナが息子の死を受け入れて新天地への引越しを提案する（赤の世界）、母の死から立ち直っていない息子レックスがテニス仲間の親友と喧嘩する（緑の世界）など、さまざまなことが起こる。赤の世界でハンナから洗濯のコツを教えてもらって緑の世界のレックスを感心させたり、緑の世界で知り得たレックスの私生活について親友やガールフレンドに赤の世界でフォローするなど、他者にとっては不思議に思えることも、マイケルにとっては日常茶飯事となる。
なお、両世界において、マイケルのあずかり知らぬ所でもストーリーは進行する。例えば、そもそものきっかけとなった交通事故が実は故意に起こされたものであり、それをマイケルに悟られないようにしようとする者たちが暗躍する。

## 設定

### 赤の世界の設定
- 演出上、画面のトーンが暖色になっている。
- マイケルが赤いリストバンドを着けている。
- 妻ハンナが生きており、息子レックスが死んでいる。
- 捜査パートナーは、巡査から昇格したばかりのエフレム・ヴェガ刑事。往年のコンビだったフリーマン刑事は、他署に転勤している。
- カウンセラーは、男性のジョン・リー医師。

### 緑の世界の設定
- 演出上、画面のトーンが寒色になっている。
- マイケルが緑色のリストバンドを着けている。
- 妻ハンナが死んでおり、息子レックスが生きている。
- 捜査パートナーは、長年コンビを組んでいるイザヤ・フリーマン刑事（通称 "バード"）。ヴェガは巡査のまま。
- カウンセラーは、女性のジュディス・エヴァンス医師。

## 登場人物

### 両世界に共通する登場人物
ここでは、両世界での登場頻度や設定がほぼ同じキャラクターについて述べる。
マイケル・ブリテン刑事
演 - ジェイソン・アイザックス
主人公で、ロサンゼルス市警の刑事。交通事故に遭って以来、2つの世界を往復しながら、それぞれの世界での事件捜査にあたりつつ、妻あるいは息子との新しい生活を築いていく。その不可思議な捜査法を仲間の刑事たちに怪訝に思われる。赤の世界で息子の追悼式が行われた際、緑の世界で誘拐された息子を救うために眠らなければならず、やむなく欠席するなど、私生活でも他者にとっては不可解な行動を起こす。病院の立て籠もり事件以来、時折、幻覚も見るようになる。
トリシア・ハーパー警部
演 - ローラ・イネス
マイケルの上司。実はマイケルの事故に関する真相を知っているらしい。
エマ
演 - ダニエラ・ボバディーヤ
レックスのガールフレンドで、ボランティア仲間。赤の世界では、レックスの追悼式に列席し、ハンナのスピーチに耳を傾ける。緑の世界では、マイケルの目を盗んでレックスの部屋に泊まることもあったが、ある日、突然、よそよそしくなる。
ドクター・バンクス
演 - クリス・マクギャリー
ロサンゼルス市警の検死官。
エド・ホーキンズ刑事
演 - ケヴィン・ワイズマン
物語の後半に登場。赤の世界における“バード”刑事の捜査パートナー。謎解きの重要な鍵を握る。

### 赤の世界の登場人物
ここでは、赤の世界のみに登場、あるいは主として赤の世界に登場するキャラクターについて述べる。
ハンナ・ブリテン
演 - ローラ・アレン
マイケルの妻。息子レックスの死を悼みつつ、なんとか克服して新しい人生を歩もうとする。レックスの追悼式でスピーチを行うなどして、心の整理を付け、ポートランドに引っ越すための準備を進める。息子の死をなかなか受け入れようとしない夫を心配している。
エフレム・ヴェガ刑事
演 - ウィルマー・バルデラマ
マイケルの若き捜査パートナー。巡査から刑事に昇格したばかりで、やる気満々だが、マイケルの謎めいた捜査方法に困惑させられる。緑の世界では巡査のままで、あまり登場しない。
ジョン・リー医師
演 - B・D・ウォン
マイケルの心理カウンセラー。もう1つの世界を‘夢’だと決め付け、息子の死を受け入れるためには、それを夢だと認識する必要があると説く。ある日、精神病患者が起こした立て籠もり事件に巻き込まれ、マイケルとともに病院に閉じ込められる。

### 緑の世界の登場人物
ここでは、緑の世界のみに登場、あるいは主として緑の世界に登場するキャラクターについて述べる。
レックス・ブリテン
演 - ディラン・ミネット
マイケルの15歳の息子。母ハンナを亡くした後、反抗的な態度を取ったり、テニス仲間の親友と喧嘩したりする。親友と一緒に手製バイクを作っている。ある日、脱走囚に誘拐される。
イザヤ “バード” フリーマン刑事
演 - スティーヴ・ハリス
マイケルの長年にわたる捜査パートナー。気心が知れた仲だったはずのマイケルが事故以来、不可思議な捜査を行うことに当惑させられる。赤の世界では他署に転勤になっているが、終盤に再会。
タラ
演 - ミカエラ・マクマナス
レックスのテニスコーチ。母を亡くしたレックスを支える。
ジュディス・エヴァンス医師
演 - チェリー・ジョーンズ
マイケルの心理カウンセラー。もう1つの世界を‘夢’だと決め付け、妻の死を受け入れるためには、それを夢だと認識する必要があると説く。ある日、空き巣に入られ、マイケルに関するファイルを盗まれる。

## エピソードリスト
※ 1シーズン限り（全13話）で終了。
|    | 邦題                    | 原題                          | 日本での初回放送日 | アメリカでの初回放送日 |
| -- | ----------------------- | ----------------------------- | ------------------ | ---------------------- |
| 1  | 二つの世界と一人の私[7] | Pilot                         | 2012年6月11日      | 2012年3月1日[16]       |
| 2  | 潜在意識の解放[7]       | The Little Guy                | 2012年6月18日      | 2012年3月8日           |
| 3  | 命の鍵を握るのは[7]     | Guilty                        | 2012年6月25日      | 2012年3月15日          |
| 4  | 別人の同一人物[7]       | Kate Is Enough                | 2012年7月2日       | 2012年3月22日          |
| 5  | 重大なミス[7]           | Oregon                        | 2012年7月9日       | 2012年3月29日          |
| 6  | 幻覚症状                | That's Not My Penguin         | 2012年7月16日      | 2012年4月5日           |
| 7  | 真実の追及              | Ricky's Tacos                 | 2012年7月23日      | 2012年4月12日          |
| 8  | 戻れない過去            | Nightswimming                 | 2012年7月30日      | 2012年4月19日          |
| 9  | ウソと秘密              | Game Day                      | 2012年8月6日       | 2012年4月26日          |
| 10 | 残された希望            | Slack Water                   | 2012年8月13日      | 2012年5月3日           |
| 11 | 封じられた架け橋        | Say Hello to My Little Friend | 2012年8月20日      | 2012年5月10日          |
| 12 | 逃亡する刑事            | Two Birds                     | 2012年8月27日      | 2012年5月17日          |
| 13 | 衝撃の結末              | Turtles All the Way Down      | 2012年9月3日       | 2012年5月24日[17]      |

## 評価

### 評論家の反応
本作は、評論家からはおおむね、良い評価を得た。
放送開始時、『USAトゥデイ』紙のロバート・ビアンコ（Robert Bianco）は、本作は2011年-2012年シーズンの最も優れた新番組の1つに成り得ると予測した。
Metacriticでは、加重平均値100点満点のうち75点（29人のレビューに基づく）を獲得。Metacriticユーザーによるアメリカの2011年-2012年シーズンベストレビューでは8.0を得て、『Revenge』に次ぐ第2位だった。
『デイリー・テレグラフ』紙のレイチェル・レイは第1話を「見事だ」（impressive）と評し、E! Onlineのティアニー・ブリッカーは「愛する者と一緒にいるために2つの異なる現実を生きる男」という発想が面白いと述べた。NPRのリンダ・ホームズは、「パイロット版（第1話）にさまざまな感情的ストーリーラインの基礎が盛り込まれている。近年では最も印象的なパイロット版の1つであり、似たような番組と比較しても非常に人を引きつける作品だ」と語った。
『タイム』誌のジェームズ・ポニーウォジック（en:James Poniewozik）は、「一見、メロドラマ的なコンセプトで、失うことをテーマにしているのは確かだが、それでいて視聴者を落ち込ませたり、見るのが辛いという気持ちにさせるのではなく、感動的で夢中にさせ、希望に満ちてさえいる」と評した。ポニーウォジックはまた、テレビ放送において謎解きが効果的に行われたと断言し、「『アウェイク』は、困惑的要素を上手に扱っている。『ロー&オーダー』よりも集中力が要求されるものの、『インセプション』ほど入り組んではいない。主人公マイケルが、例えば赤と緑のリストバンドを目印にして、どちらが妻が生きている世界で、どちらが息子が生きている世界なのかを区別しているため、視聴者にもわかりやすい」と書いた。
ロイターのティム・マロイは、「今シーズンの新番組の中で1番。ABCの『LOST』が時間を行ったり来たりして以来、最も複雑なストーリーではあるが、『アウェイク』には視聴者をほぼ瞬時に感情移入させる、人の心をつかんで離さないキャラクターたちが登場する」と主張した。
『RedEye』紙（シカゴ・トリビューンの姉妹紙）のカート・ワグナー記者は、「知的パズルと感情的家族ドラマと『今週の事件』という要素を併せ持つ機知に富んだストーリーで、俳優たちの演技も素晴しい」と評した。
『BuddyTV』サイトのローレル・ブラウンは、パイロット版を「すばらしいエピソード」（great episode）と評した。
『The A.V. Club』紙のトッド・ヴァンダーワーフはその『A級レビュー』において、「脚本は賢く、暖かく、魂がこもっており、このエピソード（パイロット版）は素晴しいテレビ芸術である」と書いた。デヴィッド・スレイドによるパイロット版の演出についても、「ユニークで、ワンダフル」だと評した。
『ロサンゼルス・タイムズ』のロバート・ロイド記者は、「今年の新番組の中で最高で、最も興味深い」と、大きな期待を寄せた。
『IGN』サイトのマット・ファウラーは放送開始前のレビューにおいて、パイロット版を「最高傑作」と評し、10点満点を与えた。
『ニューヨーク・ポスト』紙のマイケル・スターは、本作を「人の心をつかんで離さない」（compelling）と評した。

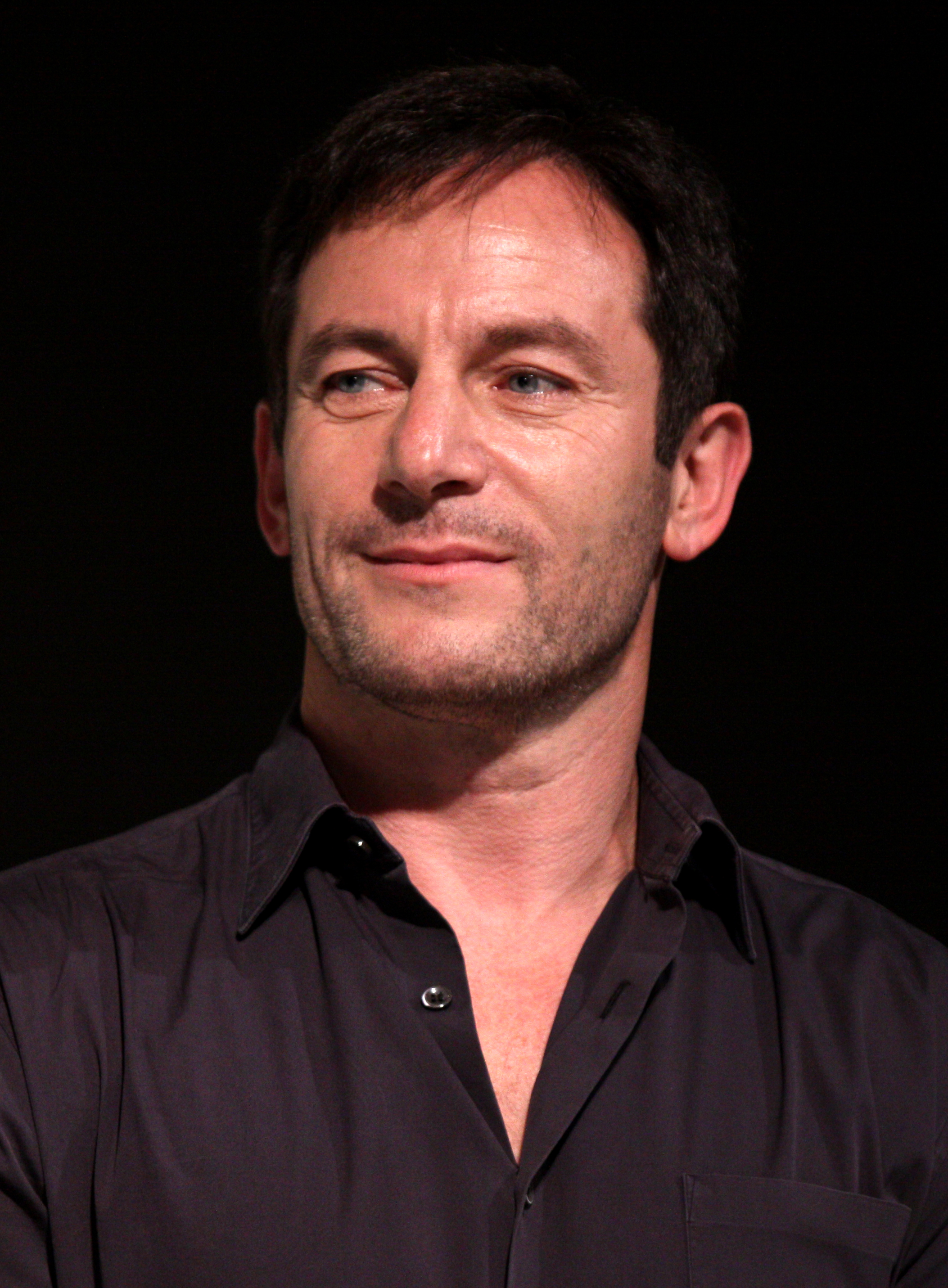
ジェイソン・アイザックスの演技はエミー賞に値するという評判を得た。

ヴァンダーワーフはキャストの演技を「デリケートで、ほぼ完璧」、マイケル・スターは「キャスティングは全て良し」と、それぞれ評した。
アイザックスの演技について、ワグナーは「ハマリ役で、視聴者の心を容易に掴んだ」「感動的かつ確実な仕事により、傷付いた男が愛する者を繋ぎ止めておくためにどこまでやるかという、胸が張り裂けるような演技を見せた」、『Montreal Gazette』紙のデニース・デュゲイは「アイザックスは、抑え気味な演技と多面性を用いることにより、視聴者を引き付けた」、『ハリウッド・リポーター』誌のティム・グッドマンは「2つの悲惨な選択肢の間でもがき苦しむ男を完璧に表現した」、ポニーウォジックは「完璧な説得力がある」「成熟していて、魂がこもっていて、疲れ切っている」と、それぞれ評した。
『エンターテインメント・ウィークリー』誌のケン・タッカー（en:Ken Tucker）は「アイザックスが主役だというだけで大変なプラスになっている。彼はこのドラマの現実離れしつつも真剣な概念をうまく伝える術を知っており、それでいて重苦しくなったり陰気になったりしない」と高く評価した。
ファウラーはアイザックスの演技について、「天国と地獄を日々味わう運命にあり、罪悪感と感謝の念に同時に包まれている男を、優雅に、かつ抑え気味に表現している」と述べ、ローラ・アレンとディラン・ミネットについても、「愛する者を失い、相手に会うことさえできないという葛藤を背負うキャラクターを演じたことを高く評価されて然るべき」と指摘した。
IGNサイトと『Paste』誌の評論家はともに、「アイザックスの演技はエミー賞に値する」と主張した。
本作の打ち切り発表後、『ハフィントン・ポスト』（インターネット新聞）のマリーン・ライアンは「NBCの今後の新番組が『アウェイク』に匹敵する映像的・感情的な詩の世界に到達できると良いのだが」と述べた。
評論家の中には、本作をそれほど支持しない者もいた。例えば、『ワシントン・ポスト』紙のハンク・ステューヴァーは「B・D・ウォンとチェリー・ジョーンズは秀逸。敵対するカウンセラー同士として、かすかに悪意さえ覗かせていた」と、2人の脇役を絶賛したものの、主演のアイザックスは「視聴者を夢中にさせられなかった」と評した。パイロット版についても、「高見を目指してはいるが、展開が遅く、眠気を催す」と評した。
『ニューヨーク・デイリーニューズ』紙のデヴィッド・ヒンクリーは、「『アウェイク』は平均的な視聴者にとっては難解で、プライムタイム番組に相応しくない」と述べた。
パイロット版以降のベスト・エピソードは、第11話「封じられた架け橋」（原題： Say Hello to My Little Friend）だと言われる。
一方、『IGN』サイトと『The A.V. Club』紙による評価が最も低かったのが、第9話「ウソと秘密」（原題： Game Day）である。
『The A.V. Club』紙のザック・ハンドレンは、第9話における謎が「幼稚といえるほどシンプル」、第7話「真実の追及」（原題： Ricky's Tacos）が「『LAW & ORDER:性犯罪特捜班』に似すぎている」と酷評する中、クリス・マクギャリー（en:Chris McGarry）演じるドクター・バンクスについては「好きな脇役キャラクターになりつつある」と述べた。
第8話「戻れない過去」（原題： Nightswimming）の場合、「赤の世界」のストーリー展開が絶賛される一方で、「緑の世界」のストーリー展開が「退屈だ」と酷評された。例えば、ハンドレンは「赤の世界のストーリーを取り除いたら、エピソードとして機能しない」、『HitFix』サイトのアラン・セピンウォルは「ゲスト・キャラクターを掘り下げ過ぎだ」と、それぞれ評した。

### 栄誉など
2011年6月、Critics' Choice Television Awardの「最もエキサイティングな新番組」部門に、8作品の1つとして選ばれた（パイロット版を見た記者・評論家の投票による）。
『ETオンライン』サイトのエミー賞予想特集では、ジェイソン・アイザックスが俳優部門の筆頭候補とされた。同サイトのジャレット・ウィーゼルマンは「アイザックスがドラマ部門の主演男優賞にノミネートされるかもしれない」と予想したが、2012年7月19日に発表された受賞候補者リストにアイザックスの名前はなかった。

### 「『アウェイク』を救え」運動
本作の打ち切りが濃厚になると、熱心なファンたちによる「Save 'Awake'」キャンペーンとして、特製サイト（ブログ）、Facebook、Twitterでイベントへの参加が呼びかけられ、YouTubeにもビデオがアップロードされた。

## 製作裏話
- ローラ・アレン（ハンナ役）は元々、タラ役として採用されたが、パイロット版の製作中にハンナ役に変更になった[10][15]。
- ローラ・アレンは本作の撮影中（第2話以降）、妊娠中期だったが[10][13]、『24 -TWENTY FOUR-』におけるメアリー・リン・ライスカブ（クロエ役）妊娠時の経験を生かしたスタッフが、メイク・照明・衣装・大道具などを工夫して隠した[13][51]。
- マイケルが真夜中にプール周辺を駆け回るシーン（第8話）がUSC（南カリフォルニア大学）で撮影された際、同役のジェイソン・アイザックス自身の主張により、臀部丸出しで行われた[13]。しかし、そのためにUSCの警備担当者と揉め、本作の撮影チームは出入り禁止となり、最終回向けに同大学で再度行われるはずだった撮影を断念せざるを得なかった[13]。

## 変更された設定・構想
- 当初の設定では、バード（フリーマン刑事）が両世界でマイケルのパートナーを務めていた。しかし、「視聴者の混乱を避けるためには、共通キャラクターを序盤にあまり登場させない方が良いだろう」という配慮から、赤の世界では他署に転勤したことになった[14][52]。
- 緑の世界では、マイケルとタラの恋愛が当初から構想されていたが[14]、急展開できるようなプロットではなく、伏線を散りばめながら徐々に展開させるには話数が少なすぎたため、第1シーズンでは省略されていた[53]。
- 2人のカウンセラーをオフィス外で活躍させるためのさまざまなプロットが検討されたが[14]、一部を除いて実現しなかった。
- マイケルが両世界のカウンセラーを取り違えてしまうという案があったが、「単なるすれ違いではなく、1話かけてじっくり描くべきことだ」という判断から、保留にされていた[14]。

## 結末と第2シーズンの構想
本作には、第2シーズンに向けての構想もあったが、視聴率が芳しくなかったため、1シーズン限り（全13話）で打ち切りとなった。ここでは、終盤の展開と結末、そして第2シーズン向けの構想について解説する。

### 終盤の展開と結末
毎回、それぞれの世界で異なる事件の捜査が行われるうち、ある特定の事件現場に特に意味があることが判明してくる。また、赤の世界に行ったきり緑の世界で目覚めることができない、という日々がしばらく続き、それが交通事故の真相を究明するための糸口となる。どうやら、警察内部の者がある事件を隠匿するため、’事故’に見せかけてマイケルを殺そうとした、というのが全ての発端らしい。
しかし、真相に近づくにつれ、両方の世界でマイケルに危険が迫り、助けを求めた両世界のカウンセラーからも「精神状態がどんどん悪化している」と判断されてしまう。
第13話（最終話）では、赤の世界と緑の世界が融合したかのような描写がなされる。夢の中の夢なのか、それとも幻覚なのか?
そして、最終的に、赤の世界が夢だったことがほぼ明らかになったかと思うと、緑の世界も夢だったかもしれないと示唆する形で、妻と息子の両方が生きている第三の世界（夢?）が現れる
。
なお、ラストシーンは、パイロット版製作以前から構想に含まれていたものであり、NBCに売り込んだ際にも、ストーリー上の区切りとして説明されていた。シーズン途中、さまざまな変更はあったが（#変更された設定・構想）、ラストシーンだけは当初の構想のままであり、打ち切りとは関係ないという。

### 解釈
ラストシーンの解釈については、一見ハッピーエンドになっている（事故そのものがなかった?）第三の世界こそ、マイケルの精神状態が悪化していることを示すものであり、つまりそれはマイケルにとって、実は最たる悪夢かもしれないと、クリエイターのカイル・キレンが述べている。
赤と緑の世界のどちらが現実かということについて、放送開始直前のジェイソン・アイザックスのインタビューでは、彼自身および脚本陣はどちらの世界が現実かを知っているとされていたが、放送終了時のカイル・キレンのインタビューによると、スタッフの間でも解釈が分かれており、どちらの意見にも説得力があるという。キレンは「誰の解釈も間違いだとは言わないが、決して『両世界とも悪夢で、最後に目が覚めた』という意図では作らなかった」と語った。「赤と緑のどちらが現実か?」という点に関するキレン自身の解釈については、「各視聴者の想像に任せるべき」という見解から、あえて明言を避けている。
ハンナ役のローラ・アレンが知らされている範囲でも、「マイケル死亡説」や「マイケル昏睡説」は有り得ず、赤と緑の世界のどちらかが夢であることに間違いはないという。彼女自身はどちらが現実なのかは知らないものの、ハンナが生きているつもりで演技したという。
当初、ファンによるTwitterやインターネットでの書き込みでは、「どちらの世界が現実か」という点に関して、「ハンナ・チーム」対「レックス・チーム」とでも言うべき綱引きが行われていたが、やがて、マイケルの苦悩に感情移入する方向に変わっていったという（ローラ・アレンの観察による）。

### 第2シーズンの構想
- 赤の世界でハンナが懐妊する一方で、緑の世界でマイケルとタラの恋愛関係が徐々に進むという構想が用意されていた[53]。ハンナが第1話で、新しい人生を歩むために2人目の子供が欲しいと言っていたため、ローラ・アレンはハワード・ゴードンに、自分の妊娠をストーリーに反映できるのではないかと持ちかけたという[51]。タラとの恋愛に関する構想そのものは当初からあった（#変更された設定・構想を参照）。
- 2人のカウンセラーを含む脇役たちをもっと深く描いていく予定だった[14]。
- ラストシーンに登場した第三の世界以外にも、複数の世界（夢?）が登場する可能性があった[14]。